# 王子颓
王子颓（前696年—前673年），姓姬，名颓，或簡稱子颓，周莊王的庶子，為莊王所寵愛。在東周春秋時代發動叛亂並稱王。

## 生平
周惠王即位時，惠王派人取蔿國（王子颓的老師）的菜園，用作畜牧場，並且剝奪邊伯、石速、詹父、子禽祝跪的土地田產。周惠王二年（公元前675年）的秋季，蔿國、邊伯、石速、詹父、子禽祝跪和蘇子奉王子頹進攻惠王。失敗之後，蘇子奉王子頹出奔衛國。衛國和南燕國聯合討伐周廷勝利。惠王出奔。當年的冬季，王子頹正式稱王。
隔年（公元前674年）的春天，鄭厲公試圖斡旋王子頹和惠王，但結果失敗，使鄭厲公只好將惠王帶回鄭國，所以惠王從此在鄭國三年。當年秋天，鄭厲公和惠王從鄔邑攻入成周，取下寶器才回到鄭國。冬天，王子頹與支持他的五大夫飲酒觀歌舞。鄭厲公見虢叔，商定討伐王子頹。
周惠王四年（公元前673年）的夏季，鄭厲公和虢叔率領各國的軍隊攻入王城，殺掉王子頹和蔿國等五位大夫。王子頹之亂平定。惠王獎賞鄭厲公，將虎牢以東土地給與鄭厲公。